# Anita Dorris
Anita Dorris född 21 december 1903 i Lübeck död 24 december 1993, tysk skådespelare.

## Filmografi (urval)
- 1931 - Student sein, wenn die Veilchen blühen
- 1930 - Nur Du
- 1930 – Mach' mir die Welt zum Paradies
- 1927 - Bigamie
- 1926 - Wie bleibe ich jung und schön - Ehegeheimnisse